# La Gaceta de Palermo
La gaceta de Palermo es una publicación del barrio de Palermo, en la Ciudad de Buenos Aires.

## Inicios
Se editó por primera vez en la década de 1980, dentro del marco de renacimiento cultural que significó el retorno a la democracia en la República Argentina. Sus números aparecían sin periodicidad rigurosa -aunque tendió a hacerlo cada mes-, y su director editor fue Oscar Himschoot. 
A partir de su N° 4 permitió y alentó la reproducción de sus artículos si citaban la fuente, como forma de difundir sus contenidos referidos a la historia del barrio porteño de Palermo y su actualidad. El N.º 5 anunció su membresía a ADEPA, y el N.º 8 de APTA. En el N.º 9 ya tuvo tramitado su número de INSSP 0326-9469.
Fueron sus colaboradores el profesor Diego A. del Pino, Daniel José Vigo, Julio Luqui Lagleyze, Sara Aguirre de Ribot, Aixa de Uequín, Carlos Fresco, las licenciadas María del Carmen Majaz y María Beatriz Arévalo, el escribano Roberto Boracchia, historiador del barrio y miembro de la Junta de Estudios Históricos de San Benito de Palermo.

## El Club Atlético Palermo
A comienzos del siglo XXI los nuevos concesionarios del bufet del Club Palermo reformaron el salón adecuándolo como restorán. Como lo había sido ya en la primera mitad del siglo XX, el establecimiento se convirtió en un activo foco de expresión cultural, donde tuvieron lugar peñas folklóricas, milongas, recitales de grupos musicales y coros, exposiciones de pintura y escultura o representaciones teatrales, y las tradicionales fiestas familiares del barrio. Además abrieron el lugar a reuniones políticas que abarcaron a todas las expresiones. También se creó una biblioteca.

## La Biblioteca y La Gaceta Mural de Palermo
Fue en ese ámbito que el 21 de julio de 2011 -97.º aniversario de la fundación del club- se creó una biblioteca en concordancia con la designación de la ciudad de Buenos Aires como Capital Mundial del Libro 2011. El 1.° de marzo de 2012 la nueva biblioteca inició la reedición mensual de los artículos de la desaparecida Gaceta de Palermo, bajo la forma mural, exhibidos en carteleras y en el frente del salón, concitando la atención de socios, vecinos y transeúntes. A la reedición de los viejos artículos se le sumaron nuevos contenidos de carácter histórico, de actualidad y comentarios acerca de las actividades en el local, el Club y el barrio.
Ya en junio de 2012 se publicó en paralelo una edición en línea y las imágenes, más apropiadas para este soporte, fueron reemplazando al texto; las publicaciones abandonaron la periodicidad estructurada por un flujo de publicaciones ocasionales. Hacia fines de 2012, la totalidad de los contenidos eran de producción propia y la modalidad mural fue abandonada, perduró solo en el nombre. En octubre de 2016 la biblioteca fue inscrita en el Registro de Organizaciones de Acción Comunitaria (ROAC) como Biblioteca Ateneo simple asociación bajo el legajo N° 3484, con sede social en la vecina Comuna 13 aunque preservó su relación con Palermo ya que utilizó el salón del Ateneo Jorge Consoli, el tradicional local del comité de la Unión Cívica Radical del barrio, sito en la calle Ángel Justiniano Carranza 1465 lo que se explica porque para este entonces el editor de la publicación era el arquitecto Marcelo Pazos, quien en 1975 había sido el primer presidente radical del Centro de Estudiantes de la FADU, Facultad de Arquitectura de la Universidad de Buenos Aires, por la Franja Morada, JRR. El 5 de septiembre de 2017 se dejó de editar la página con soporte en Facebook y pasó a un sitio web propio. Para este entonces la publicación se convirtió en el órgano oficial de la Biblioteca y la presidencia de la asociación pasaba de la profesora Isabel Viqueira a Esteban Urdampilleta, para entonces ex decano de FADU. En 2021 la inscripción del sitio fue renovada aunque en 2022, como una consecuencia de la pandemia de Covid 19 dejó de actualizarse, mientras permaneció la página en Facebook. Mientras tanto la biblioteca encontraba una nueva sede, esta vez bajo la presidencia de Marcelo Pazos.